# Idrettsmerket

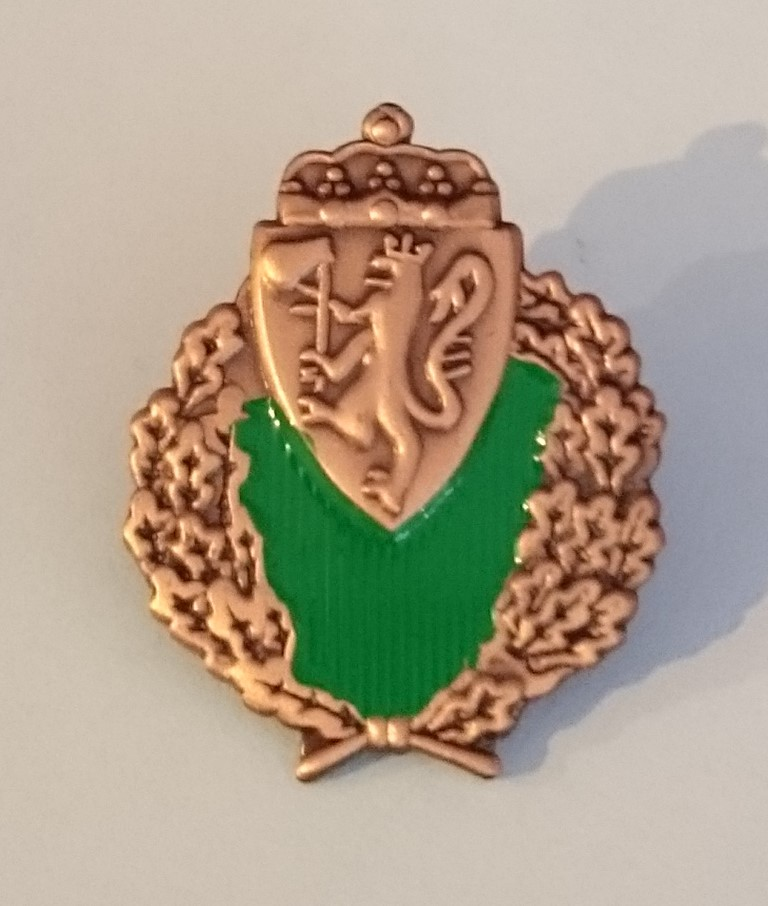
Idrettsmerket in Bronze

Die Norges idrettsforbunds idrettsmerke, oder kurz Idrettsmerket ist ein norwegisches Sportabzeichen, welches seit 1915 vom Norges idrettsforbund og olympiske og paralympiske komité (Norwegens Sportverband und Olympisches und Paralympisches Komitee (NIF)) verliehen wird. Die für den Erwerb zu erbringenden Leistungen sind nach Altersstufen und Geschlecht gestaffelt. Je nach Anzahl der Wiederholungen wird das Idrettsmerket in Bronze, Silber oder Gold verliehen.

## Geschichte
Das Idrettsmerket wurde in der Sitzung des Norges Riksforbund am 29. Mai 1915 gestiftet. Zunächst waren nur Männer empfangsberechtigt, erst 1934 wurden auch Frauen zugelassen. Im ersten Jahr des Idrettsmerket wurden 413 Abzeichen verliehen, 2013 waren es 5172.

## Disziplinen
Das Idrettsmerket enthält Disziplinen aus der Leichtathletik, dem Turnen, dem Radfahren, dem Schwimm-, dem Winter- und dem Wassersport. Eine Besonderheit des Idrettsmerkets ist der Nachweis von 20 Sporteinheiten von mindestens 30 Minuten Dauer und drei Ausdauereinheiten ohne Zeitnahme, die zusätzlich zu den Anforderungen der einzelnen Disziplinen absolviert werden müssen.
| Gruppe | Anforderung                                            | Disziplinen                                                                            |
| ------ | ------------------------------------------------------ | -------------------------------------------------------------------------------------- |
| 1      | Trim                                                   | jährlich 20 Sporteinheiten von mindestens 30 Minuten Länge                             |
| 2      | Spenst/presisjon (= Koordination)                      | u. a. Hochsprung, Weitsprung, Standweitsprung                                          |
| 3      | Hurtighet (= Schnelligkeit)                            | u. a. 100/60 m Laufen, 25 m Schwimmen, 400 m Radfahren                                 |
| 4      | Styrke (= Kraft)                                       | u. a. Kugelstoßen, Schleuderball, Diskus, Liegestütze                                  |
| 5A     | Utholdenhet (= Ausdauer)                               | u. a. 5000/3000/1500 m Laufen, 1000/500 m Schwimmen, 10/20 km Radfahren, 10/5 km Kajak |
| 5B     | Utholdenhet Uten Tidtaking (= Ausdauer ohne Zeitnahme) | u. a. Marathon, Triathlon, Volksmarsch, Orientierungslauf                              |

In der Kategorie Utholdenhet Uten Tidtaking besteht die Möglichkeit zur Anerkennung von Teilnahmen an Sportveranstaltungen mit dem Schwerpunkt auf Ausdauer.

## Gestaltung und Ausführungen
Das Abzeichen besteht aus einem ovalen Eichenkranz in Bronze, Silber oder Gold mit dem Staatswappen Norwegens am oberen Ende. Das Feld innerhalb des Kranzes ist grün. Beim Abzeichen zum 50. Erwerb ist das Feld blau, beim 60. Erwerb rot. Das Idrettsmerket wird in mehreren Stufen verliehen:
- 1. Erwerb – idrettsmerke i bronse (Sportabzeichen in Bronze)
- 5. Erwerb – idrettsmerke i sølv (Sportabzeichen in Silber)
- 9. Erwerb – idrettsmerke i gull (Sportabzeichen in Gold)
- 15. Erwerb – idrettsmerkestatuetten (Statue zum Sportabzeichen)
- 20. Erwerb – idrettsmerkekruset (Becher zum Sportabzeichen)
- 25. Erwerb – idrettsmerkets miniatyrstatuettt i bronse (Bronzestatue zum Sportabzeichen)
- 30. Erwerb – idrettsmerkets hederspris (Ehrenpreis des Sportabzeichens)
- 40. Erwerb – 40-års merke med NIF diplom (Abzeichen 40 Jahre mit Urkunde des NIF)
- 50. Erwerb – 50-års merke med NIF diplom (Abzeichen 50 Jahre mit Urkunde des NIF)
- 60. Erwerb – 60-års merke med NIF diplom (Abzeichen 60 Jahre mit Urkunde des NIF)

Zum Idrettsmerket existiert eine Bandschnalle in grüner Farbe, die an der Uniform der norwegischen Streitkräfte getragen werden durfte. Diese Regelung galt bis 2008.
Mit dem Inkrafttreten der Neuordnung der Regelungen für norwegische Orden und Ehrenzeichen darf das Idrettsmerket nicht mehr angelegt werden. Das Abzeichen ist nun eines von acht Elementen der Forsvarets medalje for feltsport, die zusammen mit der Forsvarets medalje for skyting seit dem 1. Januar 2012 die einzigen beiden zugelassenen Abzeichen für sportliche Leistungen sind.